# ذخیره‌گاه دولتی اربونی
ذخیره‌گاه دولتی اربونی (ارمنی: Էրեբունի պետական արգելոց) یک ناحیه حفاظت‌شده طبیعی در ارمنستان است که در ایروان و حدود ۸ کیلومتری جنوب‌شرقی این شهر در ناحیه اربونی واقع شده‌است. بلندترین نقاط این ذخیره‌گاه طبیعی بین ۱۳۰۰ تا ۱۴۵۰ متر بالاتر از سطح دریا است. مساحت این ذخیره‌گاه ۱۲۰ هکتار بوده و بخش عمده آن را استپ‌های کوهستانی نیمه‌خشک پوشانده‌است.
این ذخیره‌گاه به منظور حفاظت از گونه‌های وحشی گندمیان تشکیل شده و تعدادی از گونه‌های حفاظت‌شده در آن در لیست قرمز گونه‌های در معرض خطر ارمنستان جای دارند.
ذخیره‌گاه اربونی زیستگاه گونه‌هایی از دوزیستان مانند وزغ بیل‌پای سوری، قورباغه مانداب و وزغ سبز است و گونه‌های متعددی از جوندگان نیز در آن یافت می‌شود.